# 藤井圀彦
藤井 圀彦（ふじい くにひこ、1930年 - ）は、日本の国語教育学者・俳人。
香川県高松市生まれ。1949年香川師範学校卒業。公立・国立の小・中学校教諭。1956年東京教育大学附属小学校教諭、筑波大学講師、筑波大学附属小学校教諭。1990年定年退職。文教大学教育学部講師、2002年退職。初等教育研究会理事長（月刊「教育研究」誌発行）。日本国語教育学会常任理事。俳人協会評議員・「狩」白羽同人。

## 著書
- 『文章理解力の基礎指導 人間行動としてのことばの教育』東洋館出版社 1977
- 『ことばのきまり 1、3年生』さ・え・ら書房 1979
- 『作文がじょうずになる本 小学6年生』旺文社 1979
- 『小学校国語科教育法』日本図書文化協会 小学校・最新教科教育法シリーズ 1980
- 『実践国語科教育法』建帛社 1981
- 『分析批評の授業入門』明治図書出版 授業への挑戦 1986
- 『力をつける国語の授業』明治図書出版 授業への挑戦 1987
- 『占春 藤井圀彦句集』東京四季出版 俊英俳句選集 1988
- 『俳句をつくろう』君島美知子絵 さ・え・ら書房 さ・え・ら図書館 1989
- 『新・ことばのきまり1、3年生』さ・え・ら書房 さ・え・ら図書館/国語 1990
- 『説明的文章「述べ方読み」授業の実際』図書文化社 筑波大学附属小学校<授業公開シリーズ> 1990
- 『ことばの使い方じてん 1、6年生』さ・え・ら書房 1992
- 『文章表現力の基礎指導 人間行動としてのことばの教育』東洋館出版社 1993
- 『滴翠 句集』北溟社 現代俳句10人集 1996
- 『俳句の授業、作句の技法 どう教え、どう作るか』明治図書出版 国語科授業改革双書 1998
- 『自覚的な文章表現者を育てる作文の提案授業』明治図書出版 21世紀型授業づくり 2002
- 『歩月 句集』本阿弥書店 2007
- 『吟雪 句集』喜怒哀楽書房 2014

### 共編著
- 『小学校国語の新しい評価』編著 東京書籍 東書TMシリーズ 1982
- 『小学校文学教材・教材性の発見と指導の実際』本堂寛共編著 東京書籍 東書TMシリーズ 新指導要領準拠 1991
- 『ことばの使い方辞典 2-3年生』寺井正憲共著 さ・え・ら書房 1992
- 『ことばの使い方辞典 4-5年生』白石範孝共著 さ・え・ら書房 1992
- 『奥の細道を読もう』編著 鴇田幹装画 さ・え・ら書房 さ・え・ら図書館/国語 1993
- 『ことばの力をつける入門期の学習指導 ワークシートの作成とその活用』沢本和子共著 東洋館出版社 国語科・新しい学力観に立つ授業の改善シリーズ 1994
- 『言葉をみがく国語科の授業を創る』田中瑩一共編著 明治図書出版 授業への挑戦 1996
- 『新・奥の細道を読もう』編著 さ・え・ら書房 1997
- 『俳句を読もう 芭蕉から現代までの二六八句』編著 さ・え・ら書房 1998
- 『鷹羽狩行の俳句と添削』藤井淑子共著 ふらんす堂、2003　東洋館出版社 2005
- 『言葉の力をつける俳句単元の計画と指導』習志野市立大久保小学校国語科研究部共著 明治図書出版 国語科・授業改革双書 2008